# Amt Märkische Schweiz
Das Amt Märkische Schweiz ist ein 1992 im Land Brandenburg gebildetes Amt im Landkreis Märkisch-Oderland, in dem sich ursprünglich elf Gemeinden im damaligen Kreis Strausberg zu einem Verwaltungsverbund zusammengeschlossen hatten. Amtssitz ist die Stadt Buckow (Märkische Schweiz). Durch Gemeindezusammenschlüsse verringerte sich die Zahl der amtsangehörigen Gemeinden auf fünf. Zum 1. Januar 2022 ist eine sechste Gemeinde hinzugekommen.

## Geographische Lage
Das Amt liegt im Süden des Landkreises Märkisch-Oderland. Es grenzt im Westen und Südwesten an die Stadt Strausberg, im Nordwesten über eine kurze Distanz an die Stadt Altlandsberg, im Norden an das Amt Barnim-Oderbruch, im Osten an das Amt Seelow-Land und an die Stadt Müncheberg, im Süden an die amtsfreie Gemeinde Grünheide (Mark) (Landkreis Oder-Spree) sowie im Südwesten und Westen an die amtsfreie Gemeinde Rüdersdorf bei Berlin.

## Gemeinden und Ortsteile
Das Amt Märkische Schweiz verwaltet sechs Gemeinden:
- Buckow (Märkische Schweiz) (Stadt) mit den Gemeindeteilen Buckow und Hasenholz sowie den Siedlungsplätzen Buchenfried, Dreieichen, Fischerkehle und Pritzhagener Mühle
- Garzau-Garzin mit den Ortsteilen Garzau und Garzin
- Märkische Höhe mit den Ortsteilen Batzlow, Reichenberg und Ringenwalde
- Oberbarnim mit den Ortsteilen Bollersdorf, Grunow, Ihlow und Klosterdorf
- Rehfelde mit den Ortsteilen Rehfelde, Werder und Zinndorf
- Waldsieversdorf

## Geschichte
Der Minister des Innern des Landes Brandenburg erteilte am 13. Juli 1992 seine Zustimmung zur Bildung des Amtes Märkische Schweiz. Als Zeitpunkt des Zustandekommens des Amtes wurde der 21. Juli 1992 festgelegt. Das Amt hat seinen Sitz in der Stadt Buckow (Märkische Schweiz) und bestand zunächst aus elf Gemeinden im damaligen Kreis Strausberg:
1. Bollersdorf
2. Garzau
3. Garzin
4. Grunow
5. Ihlow
6. Klosterdorf
7. Rehfelde
8. Waldsieversdorf
9. Werder
10. Zinndorf
11. Stadt Buckow

Zum 31. Dezember 2001 schlossen sich die Gemeinden Garzin und Garzau zur neuen Gemeinde Garzau-Garzin zusammen. Ebenfalls zum 31. Dezember 2001 bildeten die Gemeinden Bollersdorf, Klosterdorf und Grunow die neue Gemeinde Oberbarnim.
Zum 26. Oktober 2003 wurde die Gemeinde Ihlow in die Gemeinde Oberbarnim und die Gemeinden Werder und Zinndorf in die Gemeinde Rehfelde eingegliedert. Damit hatte das Amt Märkische Schweiz nur noch fünf amtsangehörige Gemeinden.
Zum 1. Januar 2022 wurde das Amt Neuhardenberg aufgelöst, die Gemeinde Märkische Höhe wechselte dabei zum Amt Märkische Schweiz.

## Bevölkerungsentwicklung
| Jahr | Einwohner |
| ---- | --------- |
| 1992 | 7 688     |
| 1995 | 7 834     |
| 2000 | 8 710     |
| 2005 | 9 522     |
| 2010 | 9 101     |
| 2015 | 9 214     |

| Jahr | Einwohner |
| ---- | --------- |
| 2020 | 0 9 811   |
| 2021 | 10 607    |
| 2022 | 10 852    |
| 2023 | 10 918    |
| 2024 | 10 978    |

 Gebietsstand des jeweiligen Jahres, Einwohnerzahl: Stand 31. Dezember, ab 2011 auf Basis des Zensus 2011, ab 2022 auf Basis des Zensus 2022

## Amtsdirektoren
- 1992–1999: Marko Fleischer
- 1999–2014: Rolf-Dietrich Dammann
- 2015–2021: Marco Böttche
- seit 2022: Marcel Kerlikofsky

Marco Böttche wurde am 13. Oktober 2014 vom Amtsausschuss zum neuen Amtsdirektor gewählt. Er trat sein Amt am 11. Januar 2015 an. Am 27. September 2021 wurde er vom Amtsausschuss abgewählt.
Am 29. April 2022 wählte der Amtsausschuss Marcel Kerlikofsky zu seinem Nachfolger. Seine achtjährige Amtszeit beginnt am 1. August 2022.

## Belege
1. ↑  Bevölkerungsstand im Land Brandenburg Dezember 2024 (Fortgeschriebene amtliche Einwohnerzahlen, basierend auf dem Zensus 2022) (Hilfe dazu).
2. ↑  
Hauptsatzung des Amtes Märkische Schweiz vom 16. Februar 2009 PDF (Memento vom 22. Februar 2014 im Internet Archive)
3. ↑  Märkische Schweiz | Service Brandenburg. Abgerufen am 3. Mai 2024.
4. ↑  
Bildung der Ämter Gartz/Oder, Bad Liebenwerda, Mühlberg/Elbe, Plessa, Märkische Schweiz, Premnitz, Rüdersdorf, Scharmützelsee, Steinhöfel/Heinersdorf Elsterland, Kleine Elster und Falkenberg Uebigau. Bekanntmachung des Ministers des Innern vom 21. Juli 1992. Amtsblatt für Brandenburg – Gemeinsames Ministerialblatt für das Land Brandenburg, 3. Jahrgang, Nummer 54, 31. Juli 1992, S. 970.
5. ↑  
Bildung einer neuen Gemeinde Garzau-Garzin Bekanntmachung des Ministeriums des Innern vom 30. November 2001. Amtsblatt für Brandenburg Gemeinsames Ministerialblatt für das Land Brandenburg, 12. Jahrgang, Nummer 52, 27. Dezember 2001, S. 892 PDF
6. ↑  
Bildung einer neuen Gemeinde Oberbarnim Bekanntmachung des Ministeriums des Innern Vom 5. Dezember 2001. Amtsblatt für Brandenburg Gemeinsames Ministerialblatt für das Land Brandenburg, 12. Jahrgang, Nummer 52, 27. Dezember 2001, S. 892 PDF
7. ↑  
Fünftes Gesetz zur landesweiten Gemeindegebietsreform betreffend die Landkreise Barnim, Märkisch-Oderland, Oberhavel, Ostprignitz-Ruppin, Prignitz, Uckermark (5.GemGebRefGBbg) vom 24. März 2003 (Gesetz- und Verordnungsblatt für das Land Brandenburg, I (Gesetze), 2003, Nr. 05, S. 82), geändert durch Gesetz vom 1. Juli 2003 (Gesetz- und Verordnungsblatt für das Land Brandenburg, I (Gesetze), 2003, Nr. 10, S. 187)
8. ↑  Historisches Gemeindeverzeichnis des Landes Brandenburg 1875 bis 2005. Landkreis Märkisch-Oderland. S. 16–17
9. ↑  Bevölkerung im Land Brandenburg von 1991 bis 2017 nach Kreisfreien Städten, Landkreisen und Gemeinden, Tabelle 7
10. ↑  Amt für Statistik Berlin-Brandenburg (Hrsg.): Statistischer Bericht A I 7, A II 3, A III 3. Bevölkerungsentwicklung und Bevölkerungsstand im Land Brandenburg (jeweilige Ausgaben des Monats Dezember)
11. ↑  Heimspiel für Marco Böttche. In: Märkische Oderzeitung. 15. Oktober 2014, archiviert vom Original.
12. ↑  Bericht über die 20. Sitzung des Amtsausschusses. In: www.rehfelde-scheinwerfer.de. 28. September 2021, abgerufen am 9. Juli 2022.
13. ↑  Information über die Wahl eines neuen Amtsdirektors des Amtes Märkische Schweiz. In: www.rehfelde-scheinwerfer.de. 30. April 2022, abgerufen am 9. Juli 2022.